# Архитектура Пољске
Архитектура Пољске обухвата модерне и историјске споменике од архитектонског и историјског значаја.
У земљи се налазе више важних дела западне архитектуре, као што су брдо Вавел, замкови Ксјож и Малборк, градски пејзажи Торуња, Замошћа и Кракова. Неки од њих су део УНЕСКО-ве светске баштине. Сада Пољска развија модернистичке приступе у дизајну са архитектима као што су Даниел Либескинд, Карол Зуравски и Кжиштоф Ингарден.

## Историја

### Прероманичка и романичка архитектура
Најстарије, прероманичке грађевине изграђене су у Пољској након христијанизације земље, али само неколико њих и данас постоји (палата и црквени комплекс на Оструву Ледничком, Ротонда Блажене Девице Марије у замку Вавел).
Романичка архитектура се тада развијала у 12. и 13. веку. Најзначајније грађевине су Вавелска катедрала (неки њени делови, као што је крипта, још постоје у садашњој, трећој готичкој катедрали), колегијална црква Тум, опатија Цзервинск, саборне цркве у Крушвици и Опатову као и црква у Кракову . Мање грађевине су такође биле популарне, попут ротонди у Ћешину и Стрзелну.

Познороманичку архитектуру представљају цистерцитске опатије у Јенџејеву, Копрзивници, Сулејову и Вонхоцку, као и доминиканска црква у Сандомиру и рушевине капеле замка Легњица.
- Ротонда Блажене Дјевице Марије у замку Вавел
- Рушевине палате и црквеног комплекса на Оструву Ледничком
- Крипта светог Леонарда у краковској катедрали
- Саборна црква у Туму
- Цзервинск Аббеи
- Саборна црква у Крушвици
- Саборна црква у Опатову
- Црква Светог Андреје у Кракову
- Ротонда у Циесзину
- Ротонда у Стрзелну
- Сулејовска опатија
- Доминиканска црква у Сандомиру

### Готичка архитектура
Прве готичке грађевине у Пољској изграђене су у 13. веку у Шлезији . Најзначајније цркве из тог времена су катедрала у Вроцлаву и саборна црква Светог Крста и Светог Вартоломеја у истом граду, као и капела Свете Хедвиге у опатији цистерцитанских монахиња у Трзебници и дворска капела у Рацибожу. Готичка архитектура у Шлезији даље се развија у 14. веку у низу парохијских цркава у најзначајнијим градовима региона (цркве Свете Марије Магдалене, Свете Јелисавете, Свете Марије на песку и Свете Доротеје у Вроцлаву, Св. Црква Светог Николе у Бжегу, Црква Светих Станислава и Вацлава у Свидници, Црква Светих Петра и Павла у Стжегому).
14. век је такође врхунац готике у Малој Пољској, где су грађене такве грађевине попут готичке катедрале Вавел у Кракову, низа базиликалних цркава у истом граду (цркве Свете Марије, Свете Тројице, Corpus Christi и Црква Свете катарине) и многе саборне цркве ван главног града (нпр Вислица, Сзидлов, Стопница и Сандомиерз). У исто време изграђене су и великопољске катедрале у Познању и Гњезну.
Многе готичке грађевине су такође изграђене у Краљевској Пруској пре и после укључивања региона у пољску круну према Другом миру у Торну (1466) . Најважније знаменитости су замкови Тевтонског реда у Малборку, Гњев и Радзин Цхелмински и градске куће и цркве Торуња ( градска већница, цркве Светог Јована Крститеља и Светог Јована Еванђелисте и Светог Јакова Велики ), Хелмно, Пелплин, Фромборк и Гдањск (градска кућа и цркве Свете Марије, Свете Катарине и Свете Тројице).

Касну готику представљају нпр Collegium Maius Јагелонског универзитета у Кракову или црква Свете Марије у Познању и црква Corpus Christi у Бјечу.
- Вроцлавска катедрала
- Саборна црква Светог Крста и Светог Вартоломеја у Вроцлаву
- Црква Свете Марије на песку у Вроцлаву
- Краковска катедрала
- Црква Свете Марије у Кракову
- Саборна црква у Вислици
- Познан Цатхедрал
- Катедрала Гњезно
- Замак Малборк
- Црква Светог Јакова Великог у Торуњу
- Црква Свете Марије у Гдањску
- Двориште Цоллегиум Маиус Јагелонског универзитета у Кракову

### Ренесанса
Ренесанса је у Пољску дошла као дворска мода захваљујући краљу Жигмунду, који се са овом стилистиком упознао у Будиму, на двору свог мађарског стрица. Жигмунд је позвао италијанске занатлије из Будима у Краков, где су направили прво италијанско ренесансно дело у Пољској, Гроб Јана I Олбрахта у Вавелској катедрали (између 1502. и 1506.) и преуредили Вавелски замак на нови начин. Ренесансна архитектура била је посебно популарна у секуларној архитектури (сукно у Кракову, градске куће у Познању, Тарнову, Сандомиру и Хелмну као и градске куће на трговима у Замошћу и Казимиру Долнем). У религиозној архитектури ренесансни утицаји су видљиви у катедрали у Замошћу, цркви Светог Вартоломеја и Јована Крститеља у Казимиру Долном, бернардинским црквама у Лублину и Лавову као и у многим синагогама (нпр. Стара синагога у Кракову и Замошћка синагога ). Штавише, посебна група цркава, инспирисана романичком традицијом региона, изграђена је у Мазовији (Плоцк, Пултуск, Броцхов, Брок).

Ренесансна архитектура у северним градовима развијала се под утицајем холандског манијеризма. Најважнији примери су Велика оружарница и Зелена капија у Гдањску, као и многе градске куће у Торуњу и Елблонгу (нпр. Кућа Јоста фон Кампена у Елблогу).
- Замак Вавел у Кракову
- Сукно у Кракову
- Градска већница у Познању
- Градска већница у Тарнову
- Градске куће на пијаци у Замошћу
- Градске куће на тргу у Казимиерз Долни
- Замосћка катедрала
- Црква Светог Вартоломеја и Јована Крститеља у Казимиру Доњем
- Стара синагога у Кракову
- Црква Светог Јована Крститеља и Светог Роха у Брохову
- Велика оружарница у Гдањску
- Зелена капија у Гдањску

### Барокна архитектура
Раним бароком у Пољској доминирали су римски утицаји (језуитске цркве у Несвижу, Кракову и Лавову, као и манастир Камалдолесе у Кракову). У другој половини 17. века утицаји холандске барокне архитектуре били су значајни и захваљујући Тилман ван Гамерену (Палата Красињски и Црква Светог Казимира у Варшави, Црква Свете Ане у Кракову, Краљевска капела у Гдањску).
Најважније грађевине пољског касног барока изграђене су у некадашњим Источним пограничним областима у Лавову (катедрала Светог Ђорђа, Доминиканска црква), Вилњусу (Црква Светог Јована, Црква Свете Катарине ), Березвецу и Полоцку. Друге кључне грађевине овог периода су у Кракову (Црква Преобраћења Светог Павла, Пијарска црква) и Варшави (Визитационистичка црква).

Секуларну барокну архитектуру у Пољској представљају дворац Ујаздов, краљевски дворац и палата Виланов у Варшави, палата краковских бискупа у Киелцеу, као и палата Браницки у Бјалистоку.
- Црква Светих Петра и Павла у Кракову
- Црква Светог Казимира у Варшави
- Црква Свете Ане у Кракову
- Краљевска капела у Гдањску
- Саборна црква Светог Ђорђа у Лавову
- Доминиканска црква у Лавову
- Црква Светог Јована у Вилњусу
- Црква Свете Катарине у Виљнусу
- Палата краковских бискупа у Киелцеу
- Краљевски замак у Варшави
- Палата Виланов у Варшави
- Палата Бранички у Бјалистоку

## Неоласицизам
Неокласицизам је доминирао пољском архитектуром током друге половине 18. и прве трећине 19. века као манифестација просветитељског рационализма. Нови стил је стигао из Француске, Италије, а делом и из Немачке као одраз општег дивљења новооткривеној грчко-римској антици. Најважније грађевине из овог периода су Палата на острву и Кроликарниа у Варшави (Доменико Мерлини), лутеранска црква Свете Тројице у истом граду (Сзимон Богумил Зуг ) и катедрала у Вилњусу (Лауринас Гуцевичиус).

Касни неокласицизам, који је хронолошки повезан са завршетком Наполеонових ратова и заузимањем бившег Варшавског војводства од стране Руског царства 1815. године, одликовао се значајним обимом изградње, великим репрезентативним зградама, које су поставиле нову, велику скалу тргова и улица Варшаве и других градова. Водећи архитекта касног неокласицизма у Пољској је Италијан Антонио Кораци. Његове главне зграде у Варшави укључују Сташићеву палату, зграде на Тргу банке и Велико позориште. Други значајни архитекти били су Пјотр Ајгнер (палата и павиљони у врту Пулави, црква Светог Александра у Варшави) и Јакуб Кубицки (палата Белведере у Варшави).
- Палата на острву у Варшави
- Кроликарниа у Варшави
- Лутеранска црква Свете Тројице у Варшави
- Вилниус Цатхедрал
- Велико позориште у Варшави
- Црква Светог Александра у Варшави

### Оживљавање стила
Територија бивше пољске државе остала је подељена између Пруске (Немачке), Русије и Аустроугарске (Аустроугарске) и развијала се неравномерно.
Архитектура Кракова и Галиције у то време била је оријентисана на бечки модел. Искуство Бечког обилазног пута успешно је примењено у Кракову где је настао Плантијев парк. Стилски је то био еклектицизам у коме су доминирале неоготика (Цоллегиум Новум Јагелонског универзитета) и неоренесанса (Словачко позориште). Слична стилистика доминирала је и у другим пољским земљама. Најзначајнији примери су неоготичке цркве Јозефа Пија Дзиеконског (Капела Карола Шајблера у Лођу, Катедрала Светог Флоријана у Варшави, Катедрала у Бјалистоку, Радомска катедрала), Константија Војциечова Јануцецхова (Częstochowa саборна црква), Јана Саса-Зубрзицког (Црква Светог Јосифа у Кракову) и Теодора Таловског (Црква Св. Олхе и Јелисавете у Лавову, Црква Свете Марије у Тернопољу) као и неоренесансне зграде Варшавске политехнике (1889-1901) и хотел Бристол у истом граду (1900, Владислав Маркони).
Карл Фридрих Шинкел је у немачкој неоготичкој стилистици пројектовао цркву Светог Мартина у Кшешовицама и замак Корник, док неороманичку архитектуру представља Царски дворац у Познању Франца Швехтена. Други немачки архитекти су били активни у то време у пруској Шлезији, нпр Фридрих Август Штулер (Краљевска палата у Вроцлаву, црква Свете Барбаре у Гливицама), Алексис Лангер (Црква Свете Марије у Катовицама, Црква Светог Михаела Арханђела у Вроцлаву) или Лудвиг Шнајдер.

У доба капитализма изграђене су многе фабричке виле и палате, као и бројна радничка стамбена насеља и индустријски објекти.
- Цоллегиум Новум Јагелонског универзитета у Кракову
- Позориште Јулиусз Сłовацки у Кракову
- Капела Карола Шајблера у Лођу
- Флоријанска катедрала у Варшави
- Црква светог Јосифа у Кракову
- Црква Св. Олха и Елизабета у Лавову
- Варшавска политехника
- Дворац Корник
- Царски дворац у Познању
- Црква Свете Марије у Катовицама
- Црква Светог Архангела Михаила у Вроцлаву

### Сецесија и народна архитектура
Сецесија је настала као покушај да се напусти стилизација и еклектицизам, измисли нови архитектонски стил који би одговарао духу времена. Најважнији центар овог стила била је Галиција, где су многе грађевине изграђене под утицајем Бечке сецесије. Најзначајнији архитекти били су Францишек Мачински у Кракову (Палата уметности, Кућа под глобусом, Базилика Пресветог Срца Исусовог) и Владислав Садловски у Лавову (Лавовска железничка станица, Лавовска филхармонија, Индустријска школа). Штавише, у Бјелско-Бјали су били активни неки архитекти директно из Беча, попут Леополда Бауера (катедрала Светог Николе, кућа у улици Стојаловског 51) и Макса Фабијанија (кућа у улици Барлицкиего 1).

Пољске архитекте из 1890-их су такође откривале народне мотиве. Водећа личност овог тренда био је Станислав Виткијевић, оснивач Закопане Стиле.
- Палата уметности у Кракову
- Кућа испод глобуса у Кракову
- Лавовска железничка станица
- Лавовска филхармонија
- Катедрала Светог Николе у Биелско-Бјали
- Вила Оксза у Закопанама

## Модерна Пољска

### Међуратни период
Поновно стицање независности Пољске означило је нову еру у уметности, где се модерна архитектура развијала у великим размерама, у почетку често комбинујући достигнућа функционализма са елементима класицизма. Најзначајнији архитекти овог периода су Адолф Шишко-Бохуш (зграда ПКО БП), Мариан Лалевич (Пољски геолошки институт у Варшави, зграда Банке у Варшави, седиште ПКП Полские Линие Колејове), Бохдан Пњевски (Патриа пансион у Крињица-Здрој, суд на авенији Солидарности 127 у Варшави) и Вацлав Крзизановски (АГХ Универзитет науке и технологије, Јагелонска библиотека у Кракову). Важни су били и утицаји пољске народне уметности и експресионистичке архитектуре, јасно видљиви у делима Јана Кошчица Виткијевића (нпр. Варшавска економска школа), у пољском павиљону на Међународној изложби у Паризу (1925) или у цркви Светог Рока у Бјалистоку .Примери пољског конструктивизма и интернационалног стила укључују бројне стамбене комплексе и модерне стамбене куће које су изградили архитекти Барбара и Станислав Брукалски (сопствена кућа у Варшави, ВСМ стамбено насеље у Жолиборжу, Варшава), Бохдан Лацхерт (сопствена кућа у улици Катовицка 9 у Варшави), Јозеф Шанајца, Хелена и Шимон Сиркус (ВСМ стамбено насеље Раковиец, Варшава) или Јулиуш Зоравски (куће у улици Пулавска 28, авенији Пржијациол 3 у улици Мицкијевића 34/36, Варшава).

Инвестиције у изградњу су се одвијале у већем обиму у модерним градовима као што су поморска лука Гдиња, Катовице и Сталова Вола.
- Зграда ПКО БП банке у улици Виелополе, Краков
- Седиште ПКП Полские Линие Колејове у улици Таргова у Варшави
- Јагелонска библиотека у Кракову
- Варшавска школа економије
- Пољски павиљон на Међународној изложби у Паризу (1925.)
- Црква Светог Рока у Бјалистоку
- Брукалскисова сопствена кућа у улици Ниеголевскиего 8 у Варшави
- Властита кућа Бохдана Лацхерта у улици Катовицка 9 у Варшави
- ВСМ стамбено насеље у Раковиецу, Варшава
- Кућа у улици Мицкиевича 34/36 у Варшави (тзв. „Стаклена кућа“)
- Зграда Полисх Оцеан Линес у Гдињи
- Небодер у Катовицама

### Немачки модернизам
Познати примери у модерној Пољској такође укључују дела немачких архитеката у Шлезији, као што су Ханс Поелзиг (пословна зграда у улици Офиар Освиецимскицх 38-40 и павиљон Четири куполе у Вроцлаву), Макс Берг ( Стулеција Хала у Вроцлаву), Доминикус Бохм ( Св. Јосифова црква, Забрзе), Ерих Менделсон (робне куће у Гливицама и Вроцлаву) или Ханс Шароун (Ледигенхеим у ВУВА стамбеном насељу у Вроцлаву).
- Пословна зграда у улици Офиар Освиецимскицх 38-40 у Вроцлаву
- Дворана стогодишњице у Вроцлаву
- Црква Светог Јосифа у Забржеу
- Веицхманн Робна кућа у Гливицама
- Петерсдорфф Робна кућа у Вроцлаву
- Ледигенхеим у стамбеном насељу ВУВА у Вроцлаву

### После 1945. год
Обнова градова и споменика после рата имала је разноврстан карактер. Вредни примери културне реституције могу бити реконструкције старих градова у Варшави и Гдањску. Међутим, на реконструкцију зграда на обновљеним територијама снажно су утицали политичке циљеве искорењивања архитектуре која се доживљавала као немачка, а посебно пруска.
После Другог светског рата у почетку се развија авангардна архитектура (Робна кућа Смик у Варшави, Окраглак у Познању), али је у годинама 1949-1956. прекинута периодом соцреализма. Најбољи примери такозваног стаљинистичког неокласицизма су Палата културе и науке Лева Руднева и стамбено насеље Marszałkowska Dzielnica Mieszkaniowa у Варшави, као и планирани град Нова Хута у Кракову.
Након периода социјалистичког реализма, архитекте су поново могле да развију интернационални стил. Најважније знаменитости су кино Кијов и хотел Црацовиа у Кракову, Ściana Wschodnia у Варшави, железничке станице у Варшави (Centralna, Ochota, Śródmieście, Powiśle, Stadion, Wschodnia), у Сподек и Осенку и радови Оскара Хансена.

Бруталистичку архитектуру представљају Галерија савремене уметности Bunkier Sztuki и црква Арка Пана у Кракову, стамбено насеље Plac Grunwaldzki у Вроцлаву и стамбена јединица Суперједностка у Катовицама.
- Робна кућа Смик у Варшави
- Робна кућа Окраглак у Познању
- Палата културе и науке у Варшави
- Марсзаłковска Дзиелница Миесзканиова у Варшави
- Нова Хута у Кракову
- Биоскоп Кијов у Кракову
- Сциана Всцходниа у Варшави
- Железничка станица Варшава Централна
- Сподек у Катовицама
- Галерија савремене уметности Бункиер Сзтуки у Кракову
- Црква "Арка Пана" у Кракову
- Стамбено насеље Плац Грунвалдзки у Вроцлаву

### После 1989
Међу најзначајнијим савременим пољским архитектима су постмодернисти Марек Буџињски (Универзитетска библиотека Варшаве, Врховни суд), Ромуалд Лоеглер (стамбено насеље Центрум Е у Кракову и капела на гробљу Батовице у истом граду) и Дариусз Козловски (Семинар Салезијанског друштва у Кракову) као и неомодернисти Стефан Курилович (зграда Фокуса у Варшави), ЈЕМС ( седиште Агоре у Варшави), Кшиштоф Ингарден ( павиљон Виспјански у Кракову) и Збигњев Сребрни Точки центар у Вроцлаву.
Након стварања Треће републике, у Пољској су своје пројекте имали стархитекте Арата Исозаки (Мангха), Норман Фостер (Метрополитен, Варсо), Данијел Либескинд (Зłота 44) и Хелмут Јан (Цосмополитан Тварда 2/4). Други страни архитекти активни у Пољској су Раинер Махламаки (Музеј историје пољских Јевреја), Ренато Риззи (Шекспирово позориште у Гдањску), Riegler Riewe Architekten (Шлески музеј) и Estudio Barozzi Veig Studio (Шчећинска филхармонија).

2015. године, Шчећинска филхармонија је награђена Наградом Европске уније за савремену архитектуру.
- Варшавска универзитетска библиотека
- Врховни суд Пољске у Варшави
- Богословија Салезијанског друштва у Кракову
- Зграда Фокуса у Варшави
- Седиште Агоре у Варшави
- Павиљон Виспјански у Кракову
- Музеј Манга у Кракову
- митрополит у Варшави
- Кула Варсо (у изградњи) у Варшави
- Зłота 44 у Варшави
- Цосмополитан Тварда 2/4 у Варшави
- Сзцзецин Пхилхармониц